# Roma (Botoșani)
Roma  è un comune della Romania di 3 355 abitanti, ubicato nel distretto di Botoșani, nella regione storica della Moldavia.
Il comune è formato dall'unione di 2 villaggi: Cotârgaci e Roma.